# Carl Kossmaly
Carl Kossmaly, född den 27 juli 1812 i Breslau, död den 1 december 1893 i Stettin, var en tysk musiker.
Kossmaly var överkapellmästare i Wiesbaden, Mainz, Amsterdam (1838), Bremen (1841), Detmold och Stettin (1846–1849), sedan musiklärare i sistnämnda stad samt gjorde sig känd som skriftställare genom Schlesisches Tonkünstlerlexikon (1846–1847), Über die Anwendung des Programms (1858), Über Richard Wagner (1874) med mera. 